# Avegno Gordevio
Avegno Gordevio is een plaats en voormalige gemeente in het Zwitserse kanton Ticino, en maakt deel uit van het district Vallemaggia.
Avegno Gordevio telt 1.468 inwoners.

## Geschiedenis
Avegno Gordevio is op 20 april 2008 ontstaan door de fusie van de toenmalige zelfstandige gemeenten Avegno en Gordevio.
Avegno Gordevio · Bosco/Gurin · Campo (Vallemaggia) · Cerentino · Cevio · Linescio · Lavizzara · Maggia
- Gemeinsame Normdatei: 1119248612
- Historisch woordenboek van Zwitserland: 049427
- Virtual International Authority File: 5111147967362284200005
- WorldCat: E39PBJyWVx63GDFPbD8GX64Dv3